# Stygnus brevispinis
Stygnus brevispinis – gatunek kosarza z podrzędu Laniatores i rodziny Stygnidae.

## Występowanie
Gatunek wykazany z Boliwii.